# Winchester Modelo 1912
La Winchester Modelo 1912 (conocida comúnmente como la Modelo 12 o M12) es una escopeta de corredera con martillo oculto y depósito tubular. Popularmente llamada Perfecta Repetidora al momento de su introducción, marcó el estándar para las escopetas de corredera en su producción de más de 51 años. Desde el año 1912 hasta el primer cese de producción en 1963 por la Winchester, se produjeron casi dos millones de escopetas Modelo 1912 de diversos tipos y longitud de cañón. Inicialmente calibradas solamente para cartuchos del 20, las versiones Calibre 12 y 16 aparecieron en 1914, mientras que la versión calibre 28 apenas apareció en 1934. Nunca se produjo una versión calibre 16 (.410); en su lugar, una versión de tamaño reducido de la Modelo 1912 llamada Modelo 42, directamente derivada de los dibujos a escala de la Modelo 1912, fue producida para cartuchos del 16.

## Descripción
La Modelo 1912 (acortada a Modelo 12 en 1919) fue el siguiente paso desde la escopeta Winchester Modelo 1897 con martillo visible, que a su vez había evolucionado a partir de la primigenia Winchester Modelo 1893. La Modelo 12 fue diseñada por el ingeniero de la Winchester Thomas Crosley Johnson, basándose en parte en el diseño de John Moses Browning de la M1893/97. Era un diseño completamente nuevo, inicialmente estando disponible solo en calibre 20 (escopetas de calibre 12 y 16 solamente estuvieron disponibles en 1914). La Modelo 12 fue la primera escopeta de corredera con martillo oculto exitosa producida. Su depósito tubular era alimentado a través de la parte inferior del cajón de mecanismos y expulsaba los cartuchos disparados hacia la derecha. Dependiendo del particular tope de madera instalado en el depósito, pueden cargarse dos, tres o cuatro cartuchos. El depósito contiene seis cartuchos del 12 cuando no emplea el tope. Con piezas forjadas y mecanizadas, el principal motivo para cesar su producción en 1963 fue que era demasiado costosa de producir a un precio competitivo. La principal competencia en aquel entonces venía de la mucho más barata Remington Modelo 870, que había sido introducida en 1950. La mayoría de las "modernas" escopetas Modelo 12 fabricadas después de la década de 1930 solamente estaban calibradas para cartuchos de 2¾ pulgadas, aunque algunos modelos especializados como la Heavy Duck Gun Model 12 estaban calibradas para cartuchos 3" Super Speed y Super X, básicamente un 3" Magnum. Sin embargo, algunas de las primeras escopetas Modelo 12 calibre 16 fueron calibradas para cartuchos de 2 9/16 pulgadas, las escopetas calibre 12 tienen recámaras de 2⅝ pulgadas y las calibre 20 tienen recámaras de 2½ pulgadas. Para aumentar la confusión, algunas de estas primeras Modelo 12 han sido modificadas, con sus recámaras alargadas para aceptar cartuchos de 2¾ pulgadas, mientras que otras conservan la longitud de fábrica en sus recámaras. Se recomienda una cuidadosa inspección por parte de un armero para determinar si es seguro o no disparar un moderno cartucho de 2¾ pulgadas en una vieja escopeta Modelo 12.
La Winchester produjo ejemplares conmemorativos después de 1963 hasta el 2006, ofreciéndolos a través de ofertas especiales dedicadas a coleccionistas de armas, pero la escopeta Perfecta Repetidora nunca fue vuelta a producir en masa después de 1963. La Winchester anunció el cierre completo de la línea de producción en enero del 2006, poniendo fin a la larga e ilustre carrera de la Modelo 12 tras 95 años. 

## Empleo militar

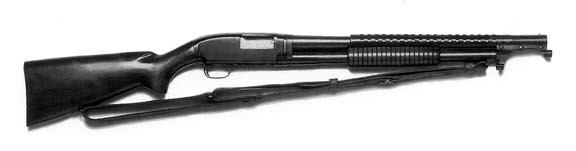
Manual técnico del ejército de EE. UU. TM 9-2117, julio de 1957

Las Fuerzas Armadas de los Estados Unidos emplearon diversas versiones de la Modelo 12 en la Primera Guerra Mundial, la Segunda Guerra Mundial, Corea y las primeras fases de la guerra de Vietnam, hasta que se agotó el inventario debido al cese de producción de la Modelo 12 en 1963. Las versiones de la Modelo 12 fueron clasificadas como la Modelo 12 o M12 para acortar. Aproximadamente unas 20.000 escopetas Modelo 12 fueron compradas por Ejército estadounidense en la Primera Guerra Mundial, distinguiéndose de la versión civil por tener un cañón más corto, una cubierta de acero perforado sobre el cañón y un riel para la bayoneta M1917.
Más de 80000 escopetas Modelo 12 fueron compradas durante la Segunda Guerra Mundial por el Cuerpo de Marines de los Estados Unidos, las Fuerzas Aéreas del Ejército de los Estados Unidos y la Armada de los Estados Unidos, principalmente para su empleo en el Frente del Pacífico. Las versiones antidisturbios de la Modelo 12, sin la cubierta sobre el cañón y el riel para bayoneta, fueron compradas por el Ejército para emplearlas en la defensa de sus bases y proteger los aviones de las Fuerzas Aéreas de saboteadores mientras estaban en tierra. La Armada compró y empleo de forma similar la versión antidisturbios para proteger sus navíos y tripulaciones al anclar en puertos extranjeros. Los Marines emplearon con gran éxito la versión de trinchera de la Modelo 12 al conquistar islas ocupadas por los japoneses en el Pacífico. La principal diferencia entre las escopetas de trinchera Modelo 12 de la Primera Guerra Mundial y las de la Segunda Guerra Mundial es la cantidad de agujeros en la cubierta del cañón: el modelo original tenía 6 filas, que fueron reducidas a 4 durante 1942.
Durante la guerra de Corea, los Marines emplearon extensivamente la Modelo 12. Igualmente, los Marines y el Ejército emplearon la Modelo 12 durante la primera parte de la guerra de Vietnam, hasta que, debido al cese de producción de la Modelo 12 en 1963 y al gran empleo en tiempo de guerra, las escopetas Modelo 12 de los arsenales se agotaron. La escopeta Ithaca 37 rápidamente llenó el vacío producido por el cese de producción de la Modelo 12, especialmente entre los U.S. Navy SEALS. Irónicamente, esta había sido específicamente diseñada para competir con la Modelo 12 en los años previos a la Segunda Guerra Mundial. 
Al contrario de la mayoría de escopetas de corredera modernas, la Winchester Modelo 12 no tiene desconector de gatillo. Como la anterior Modelo 1897, también puede disparar al mantener presionado el gatillo cuando se cierra el cerrojo. Este detalle y su capacidad de 6 cartuchos la hacen efectiva para combate a corta distancia. Tan rápido como se bombea, puede dispararse otro cartucho.